# 達沙瓦
49°15′36″N 24°0′35″E / 49.26000°N 24.00972°E
達沙瓦（羅馬化：Dashava）是烏克蘭的鎮，位於該國西部利沃夫州，距離利沃夫63公里，始建於1448年，面積13.7平方公里，2022年人口2,343，人口密度每平方公里170.29人。